# چور، سند
چور (به انگلیسی: Chor) یک منطقهٔ مسکونی در پاکستان است که در ایالت سند واقع شده‌است. چور ۴ متر بالاتر از سطح دریا واقع شده‌است.